# Fake
Fake var en svensk musikgrupp från Stockholm som under 1980-talet gjorde synth- och italodisco. 
Fake bildades 1977 av Erik Strömblad (född 1962) och Stefan Bogstedt (född 1962) från Tullinge (då vid namn Size 46). Senare tillkom metaltrummisen Stefan Sverin (Glory Bells band med flera) samt Tony Wilhelmsson och Ulrica Örn (från Filmen G).
Genombrottet kom med låten Donna Rouge som blev en försäljningsframgång i Italien. Även Frogs in Spain som är starkt influerad av Italodisco blev en hit i Italien.
De första listplaceringarna i Sverige skedde i oktober 1984 när singeln Memories of Pan blev topp 10-placerad på Trackslistan. Uppföljaren Brick var deras andra och sista hit på Tracks när även den klättrade in på topp 10 i december 1985.
De internationella framgångarna fortsatte när Brick nådde en sjätteplats på singellistan i Frankrike i mitten av 1980-talet.
Då gruppen upphört fortsatte Erik Strömblad med gruppen Walk on Water och Tony Wilhelmsson med sitt soloprojekt Pillow Parade.

## Medlemmar
- Erik Strömblad (grundare, låtskrivare)
- Stefan Bogstedt (grundare, bas)
- Jan Fagerberg (klaviatur)
- Mikael Ohlsson (gitarr)
- Stefan Sverin (trummor)
- Ulrica Örn (sång)
- Tony Wilhelmsson (sång, låtskrivare).

## Diskografi

### Album
- New Art (1984)

### Singlar
- Dreamgirl / Warlord (1981)
- Donna Rouge / Rum 576 (1982)
- Right / Warm Ice (Donna Rouge) (1984)
- Memories Of Pan / Frogs In Spain (1984)
- Brick / Another Brick (1985)
- Arabian Toys / Rain Over The Nile (1987)